# Nordfeldbahn
| |                      |                                       |                                       |
| Streckenlänge: | 4,2 km               |                                       |                                       |
| Spurweite: | 1435 mm (Normalspur) |                                       |                                       |
| |                      |                                       |                                       |
| \| \| \| von Homburg \| \| \| \| 0,0 \| Jägersburg-Waldmohr \| Jägersburg-Waldmohr \| \| \| \| nach Bad Münster \| \| \| \| \| Landesgrenze Saarland-Rheinland-Pfalz \| \| \| \| 0,3 \| Weg \| Weg \| \| \| 1,4 \| Landdebitbahnhof \| Landdebitbahnhof \| \| \| 1,7 \| Fußweg \| Fußweg \| \| \| 2,5 \| Fußweg \| Fußweg \| \| \| \| Landesgrenze Rheinland-Pfalz-Saarland \| \| \| \| 3,1 \| Waldweg \| Waldweg \| \| \| 4,2 \| Weg \| Weg \| \| \| 4,2 \| Grube Nordfeld \| Grube Nordfeld \| |                      |                                       |                                       |
| Strecke (außer Betrieb) |                      | von Homburg                           | von Homburg                           |
| Bahnhof (Strecke außer Betrieb) | 0,0                  | Jägersburg-Waldmohr                   | Jägersburg-Waldmohr                   |
| Abzweig geradeaus und nach rechts (Strecke außer Betrieb) |                      | nach Bad Münster                      | nach Bad Münster                      |
| Grenze (Strecke außer Betrieb) |                      | Landesgrenze Saarland-Rheinland-Pfalz | Landesgrenze Saarland-Rheinland-Pfalz |
| Strecke mit Straßenbrücke (Strecke außer Betrieb) | 0,3                  | Weg                                   | Weg                                   |
| Dienststation / Betriebs- oder Güterbahnhof (Strecke außer Betrieb) | 1,4                  | Landdebitbahnhof                      | Landdebitbahnhof                      |
| Bahnübergang (Strecke außer Betrieb) | 1,7                  | Fußweg                                | Fußweg                                |
| Bahnübergang (Strecke außer Betrieb) | 2,5                  | Fußweg                                | Fußweg                                |
| Grenze (Strecke außer Betrieb) |                      | Landesgrenze Rheinland-Pfalz-Saarland | Landesgrenze Rheinland-Pfalz-Saarland |
| Bahnübergang (Strecke außer Betrieb) | 3,1                  | Waldweg                               | Waldweg                               |
| Bahnübergang (Strecke außer Betrieb) | 4,2                  | Weg                                   | Weg                                   |
| Betriebs-/Güterbahnhof Streckenende (Strecke außer Betrieb) | 4,2                  | Grube Nordfeld                        | Grube Nordfeld                        |

Die Nordfeldbahn war eine 1903 eröffnete und ausschließlich dem Güterverkehr dienende normalspurige Bahnstrecke von Jägersburg zur Grube Nordfeld bei Höchen im Saarland.
Der Zweck der Bahnstrecke bestand darin, von besagter Grube Kohle abzutransportieren. Ihre Inbetriebnahme erfolgte ein Jahr vor  der offiziellen Eröffnung der Glantalbahn, von der sie abzweigt. Mangels Rentabilität musste die Grube zum Jahreswechsel 1904/1905 schließen, weshalb die Strecke bereits nach zweijähriger Betriebszeit eingestellt und einige Jahre später abgebaut wurde.

## Geschichte
1889 wurde die Grube Nordfeld am nördlichen Rand des Höcherbergs eröffnet, um vor Ort die Kohlevorkommen, welche sich auf bayerischem Gebiet befanden, zu erschließen. Zur selben Zeit konkretisierten sich die Pläne, eine in erster Linie strategischen Zwecken dienende Eisenbahnstrecke von Homburg nach Bad Münster zu bauen. Da im Bereich der Gemeinden Jägersburg und Waldmohr vorgesehen war, einen Bahnhof zu errichten, lag es nahe, eine Güterstrecke von diesem bis zur Grube zu bauen. Die Gesellschaft der Pfälzischen Nordbahnen, die für den Bau und Betrieb der strategischen Bahn zuständig war, gab für den Kohlentransport noch vor der offiziellen Eröffnung ersterer grünes Licht. Der Bau der Bahnstrecke dauerte von 1900 bis 1903; dabei waren sowohl Abgrabungen als auch Aufschüttungen in größerem Maße erforderlich.
Am 23. Oktober 1902 wurde die für die Güterbahn vorgesehene Dampflokomotive Nordfeld 1 abgenommen. Einige Tage danach erfolgte die Untersuchung der Strecke. Die Eröffnung der „Nordfeldbahn“ fand im Frühjahr 1903 statt und damit ein Jahr vor der offiziellen Freigabe der Glantalbahn. Letztere wurde im Abschnitt Homburg–Jägersburg-Waldmohr bereits für den Kohletransport betrieben.
Die Rentabilität der Grube Nordfeld war insofern problematisch, als sich der größte Teil der benachbarten Kohlevorkommen bereits auf preußischem Gebiet befand. Da Preußen sich zudem weigerte, Grubenfelder an Bayern abzugeben, wurde die Nordfelder Grube zum 1. Januar 1905 stillgelegt. Entsprechend endete der Verkehr auf der Nordfeldbahn im selben Jahr; in der Folgezeit wurde sie abgebaut.

## Betrieb

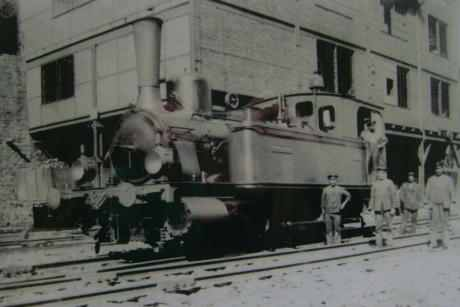
Dampflokomotive Nordfeld 1

Für den Verkehr war die von der Firma Henschel & Sohn gebaute Dampflokomotive Nordfeld 1 zuständig. Sie besaß eine Leistungsfähigkeit von insgesamt 520 PS; ihre Höchstgeschwindigkeit betrug 45 Kilometer pro Stunde. Sie konnte vier Wagen, die je maximal zehn Tonnen wogen, ziehen. Nach der Stilllegung der Strecke wurde sie an den Eschweiler Bergwerks-Verein verkauft; 1959 wurde sie verschrottet.

## Verlauf

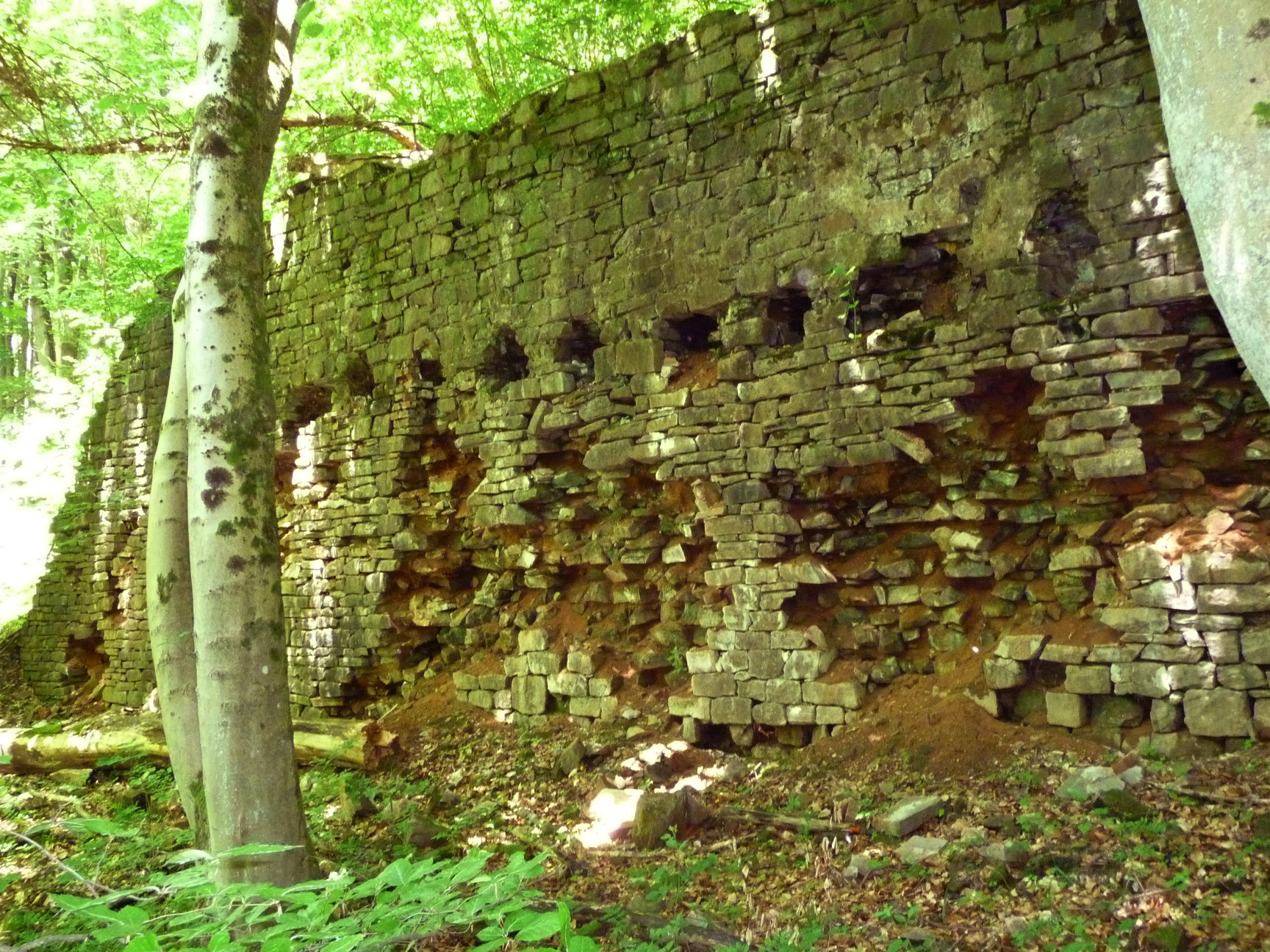
Grubenbahnhof Nordfeld (2013)

Die Nordfeldbahn begann am nördlichen Kopf des später mehrfach umbenannten Bahnhofs Jägersburg-Waldmohr an der inzwischen ebenfalls stillgelegten Glantalbahn, die in diesem Bereich noch vorhanden ist. Anschließend passierte sie einen Einschnitt und führte durch die Ortsmitte von Waldmohr. Dort kreuzte sie die heutige Bundesstraße 423, wo sich der Landdebitbahnhof befand, an dem der Landabsatz abgewickelt wurde. Die Strecke befindet sich in einer mäßigen, kontinuierlichen Steigung und folgt zunächst dem Glan und danach dem Branschbach. Nach insgesamt 4,2 Kilometern endete die Strecke an der Verladestation der namensgebenden Grube. Dort schloss sich eine 700 Meter lange schmalspurige Lorenbahn an, die zu den beiden Schächten der Grube führte.
Lediglich die ersten und die letzten hundert Meter befanden sich im heutigen Saarland, der größte Teil der Strecke lag in Rheinland-Pfalz. Mit Homburg, Waldmohr und Bexbach werden die Gemarkungen insgesamt dreier Städte berührt.

## Relikte

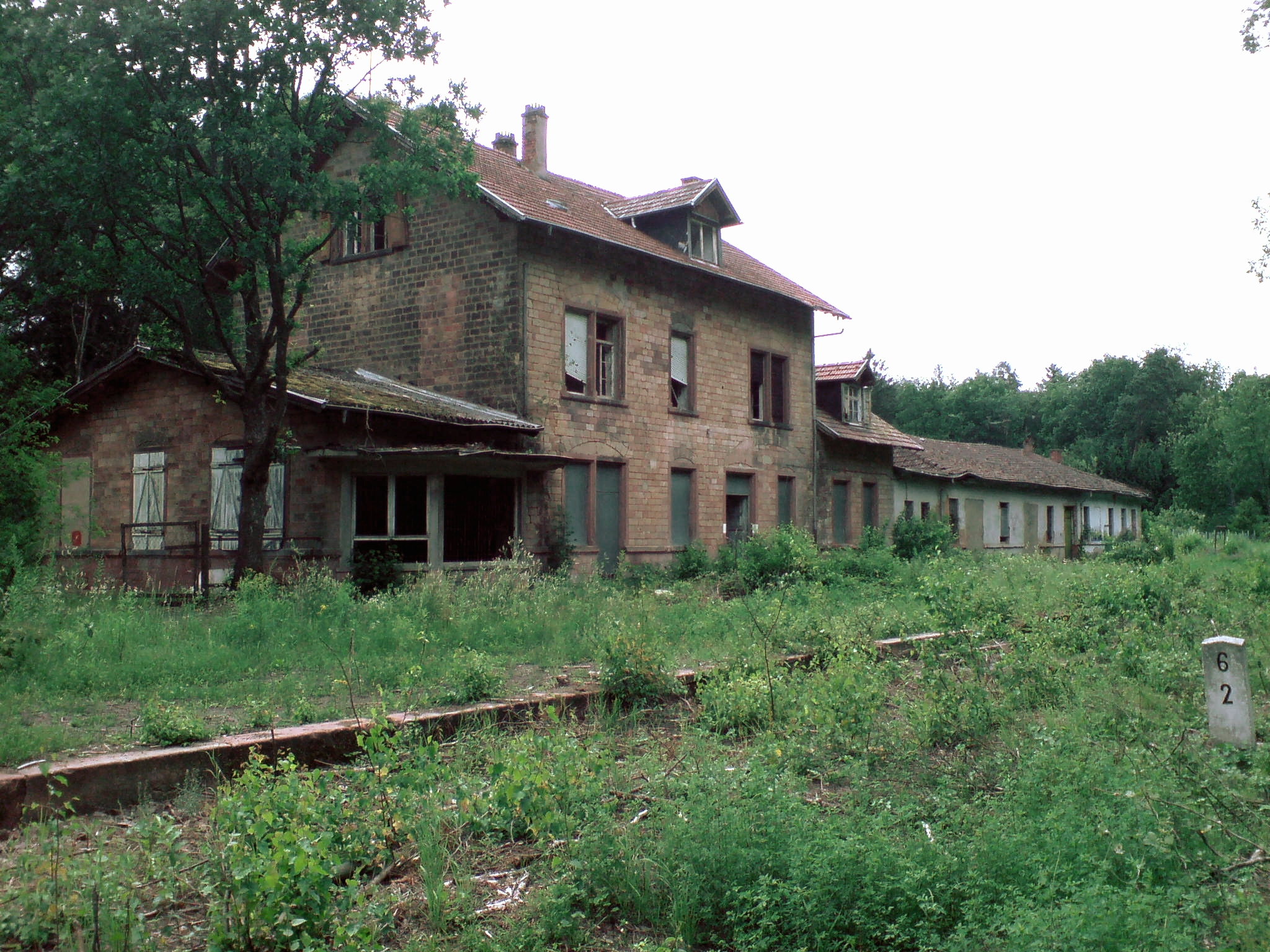
Jägersburger Bahnhof von den Bahngleisen (2011)

Die Trasse der Nordfeldbahn ist bis heute zu erkennen. Auf ihr wurde zwischenzeitlich ein Weg angelegt. Die Gebäude des Jägersburger Bahnhofs sowie die Verlademauer am Endpunkt der Strecke sind ebenfalls noch existent. Ein Schrankenwärterhaus, das sich in Waldmohr mitten über dem Glan befand, wurde erst in den 1980er Jahren abgerissen.